# Народный артист Республики Татарстан
Народный артист Республики Татарстан (тат. Tatarstan Respublikası Xalıq artisti, Татарстан Республикасы Халык артисты) — почётное звание Республики Татарстан. Учреждено законом Республики Татарстан от 24 марта 2004 года № 25-ЗРТ «О государственных наградах Республики Татарстан».

## Основания награждения
Звание присваивается Президентом Республики Татарстан артистам, режиссёрам, балетмейстерам, дирижерам, хормейстерам, музыкальным исполнителям и другим деятелям искусств, обладающим высоким мастерством, создавшим яркие художественные образы, спектакли, кинофильмы, телеспектакли, телефильмы, концертные, эстрадные, цирковые программы, музыкальные, телевизионные и радиопроизведения, которые внесли выдающийся вклад в художественную культуру республики и получили широкое общественное признание.
Присваивается, как правило, не ранее чем через пять лет после присвоения почётного звания «Заслуженный артист Республики Татарстан» или «Заслуженный деятель искусств Республики Татарстан».

## Награждённые
- Фаррух Закиров (2023)
- Ильгам Шакиров
- Хания Фархи
- Альмеев, Усман Гафиятович
- Асфандьярова, Джамиля Ефимовна
- Аухадеев, Ильяс Ваккасович
- Ахметов, Фасиль Ахметгалиевич
- Салават Фатхетдинов
- Вагапов, Рашид Вагапович
- Валеев Рустем Шарифуллович
- Васильев, Владимир Михайлович (2023)
- Айдар Галимов
- Заляльдинов, Эмиль Усманович
- Ишбуляков, Идеал Давлетович
- Мансуров, Фуат Шакирович (также Народный артист Казахской ССР (1967))
- Насретдинов, Фахри Хусаинович
- Нурмухамедов, Зинур Закирович, певец (1987)
- Галина Юрченко
- Зуфар Хайрутдинов
- Кудашева, Фарида Ягудовна
- Ибрагимов, Ренат Исламович
- Искандерова, Халима Шакировна
- Ишкова, Галина Семёновна (2002)
- Музафаров, Мансур Ахметович
- Мирсаид Сунгатуллин
- Туишева, Ания Халиулловна, певица (1993)
- Туишев, Файзулла Кабирович
- Хисматуллина, Зулейха Гатаулловна
- Усенбаева, Нуржамал Пернебековна (народная артистка Казахстана, оперная певица)
- Сулейманова, Флюра Зиатдиновна, певица (2006)
- Нагима Таждарова
- Филюс Кагиров

## Народный артист Татарской АССР
Звание «Народный артист Татарской АССР» впервые было установлено 1 февраля 1940 года, Указом Президиума Верховного Совета Татарской АССР «О почётных званиях Татарской АССР и Почётной Грамоте Президиума Верховного Совета Татарской АССР». 24 марта 2004 года Законом Республики Татарстан № 25-ЗРТ «О государственных наградах Республики Татарстан» установлено почётное звание «Народный артист Республики Татарстан».